# Moombahton
Moombahton é um gênero originado do electro house, trap, reggaeton e música latina. Nasceu em Washington, D.C., em 2009. É um estilo amplamente popularizado por Diplo, Major Lazer e Dillon Francis. Ocasionalmente, moombahton inclui sintetizadores e uma capella de samples de rap.

## Origem
O moombahton nasceu em Washington, DC em 2009, graças à ideia do DJ e produtor Dave Nada em combinar elementos de música eletrônica com ritmos latinos.

## Artistas
As informações de artista do gênero moombahton foram extraídas do Last.fm.
- Dillon Francis
- Major Lazer
- Diplo
- Porter Robinson
- Valentino Khan
- Yellow Claw
- Kill The Noise
- Dave Nada
- Knife Party
- Alvin Risk
- DJ Snake
- Antonio Fresco